# Мутабад
Мутабад (перс. موت اباد) — село в Ірані, у дегестані Маасуміє, у Центральному бахші, шахрестані Ерак остану Марказі. За даними перепису 2006 року, його населення становило 555 осіб, що проживали у складі 175 сімей.

## Клімат
Середня річна температура становить 13,38 °C, середня максимальна – 33,20 °C, а середня мінімальна – -8,69 °C. Середня річна кількість опадів – 271 мм.
| Клімат поселення                              | Клімат поселення | Клімат поселення | Клімат поселення | Клімат поселення | Клімат поселення | Клімат поселення | Клімат поселення | Клімат поселення | Клімат поселення | Клімат поселення | Клімат поселення | Клімат поселення | Клімат поселення |
| Показник                                      | Січ.             | Лют.             | Бер.             | Квіт.            | Трав.            | Черв.            | Лип.             | Серп.            | Вер.             | Жовт.            | Лист.            | Груд.            |                  |
| Середній максимум, °C                         | 8,42             | 10,60            | 15,56            | 19,87            | 24,70            | 31,53            | 33,20            | 32,44            | 27,54            | 21,33            | 14,51            | 8,70             |                  |
| Середня температура, °C                       | −0,15            | 2,03             | 7,00             | 11,32            | 16,15            | 22,99            | 27,11            | 26,35            | 21,46            | 15,24            | 8,42             | 2,60             |                  |
| Середній мінімум, °C                          | −8,69            | −6,5             | −1,56            | 2,77             | 7,58             | 14,44            | 21,02            | 20,27            | 15,39            | 9,16             | 2,34             | −3,46            |                  |
| Норма опадів, мм                              | 40               | 40               | 48               | 32               | 24               | 2                | 1                | 1                | 0                | 12               | 29               | 42               |                  |
| Середньомісячна швидкість вітру, м/с          | 1.85             | 2.48             | 3.26             | 3.32             | 2.88             | 2.60             | 2.63             | 2.50             | 2.30             | 2.29             | 1.80             | 1.79             |                  |
| Середньомісячна сонячна радіація, кДж/м²·день | 8966             | 12462            | 15011            | 18428            | 22392            | 26806            | 25812            | 24189            | 21144            | 15698            | 10920            | 8815             |                  |
| --------------------------------------------- | ---------------- | ---------------- | ---------------- | ---------------- | ---------------- | ---------------- | ---------------- | ---------------- | ---------------- | ---------------- | ---------------- | ---------------- | ---------------- |
| Джерело:                                      |                  |                  |                  |                  |                  |                  |                  |                  |                  |                  |                  |                  |                  |